# Filippo Grandi
Pour les articles homonymes, voir Grandi.
Filippo Grandi, né le 30 mars 1957 à Milan, est un diplomate italien, fonctionnaire de l'Organisation des Nations unies, spécialiste des questions de migration.

## Biographie
Filippo Grandi est commissaire général de l'office de secours et de travaux des Nations unies pour les réfugiés de Palestine dans le Proche-Orient de 2010 à 2014, après avoir été sous-commissaire général du programme de 2005 à 2010. 
Il occupe depuis le 1er janvier 2016 la fonction de Haut-Commissaire des Nations unies pour les réfugiés (UNHCR). Il est reconduit dans ses fonctions le 23 novembre 2020 et devrait rester en fonction jusqu'au 30 juin 2023.
Il apparaît dans le film documentaire Human Flow réalisé par Ai Weiwei sorti en 2017. 
Le 23 juillet 2024, Thomas Bach (président du comité internationale olympique) annonce qu'il recevra les Lauriers olympiques lors de la cérémonie d'ouverture des Jeux olympiques 2024 à Paris le 26 juillet.